# Gabriella Coleman
Gabriella Coleman   (San Juan, 17 de setembre de 1973) Enid Gabriella Coleman, usualment coneguda com a Biella, és una antropòloga, acadèmica i escriptora porto-riquenya, el treball de la qual se centra en la cultura hacker i en el ciberactivisme, particularment en el fenomen Anonymous. En l'actualitat és professora de la Càtedra Wolfe en Alfabetització Científica i Tecnològica a la Universitat McGill, Mont-real, Quebec. El Chronicle of Higher Education la considera com «l'erudita principal del món sobre la fenomenologia d'Anonymous».

## Biografia
Després d'acabar l'escola secundària a l'Escola San Juan, Coleman va obtenir la seva graduació amb un Bachelor of Arts en ciències de la religió per la Universitat de Colúmbia el maig de 1996. Després es va traslladar a la Universitat de Chicago on va completar un Màster en antropologia sociocultural a l'agost de 1999. I posteriorment, el 2005, va ser guardonada per la seva dissertació en la defensa de tesi de doctorat en antropologia sociocultural «The social construction of freedom in free and open source software: Hackers, ethics, and the liberal tradition» (La construcció social de la llibertat al programari lliure i de codi obert: hackers, ètica i tradició liberal).

## Activitats acadèmiques
Coleman ha ocupat diversos càrrecs acadèmics, incloent una beca postdoctoral al Centre d'Anàlisi Cultural, de la Universitat Rutgers i el Programa de Beques Posdoctorals Memorial Izaak Walton Killam en Ciència, Tecnologia i Societat a la Universitat d'Alberta, abans de ser nomenada professora ajudant de mitjans de comunicació, cultura i comunicació a la Universitat de Nova York, el setembre de 2007.

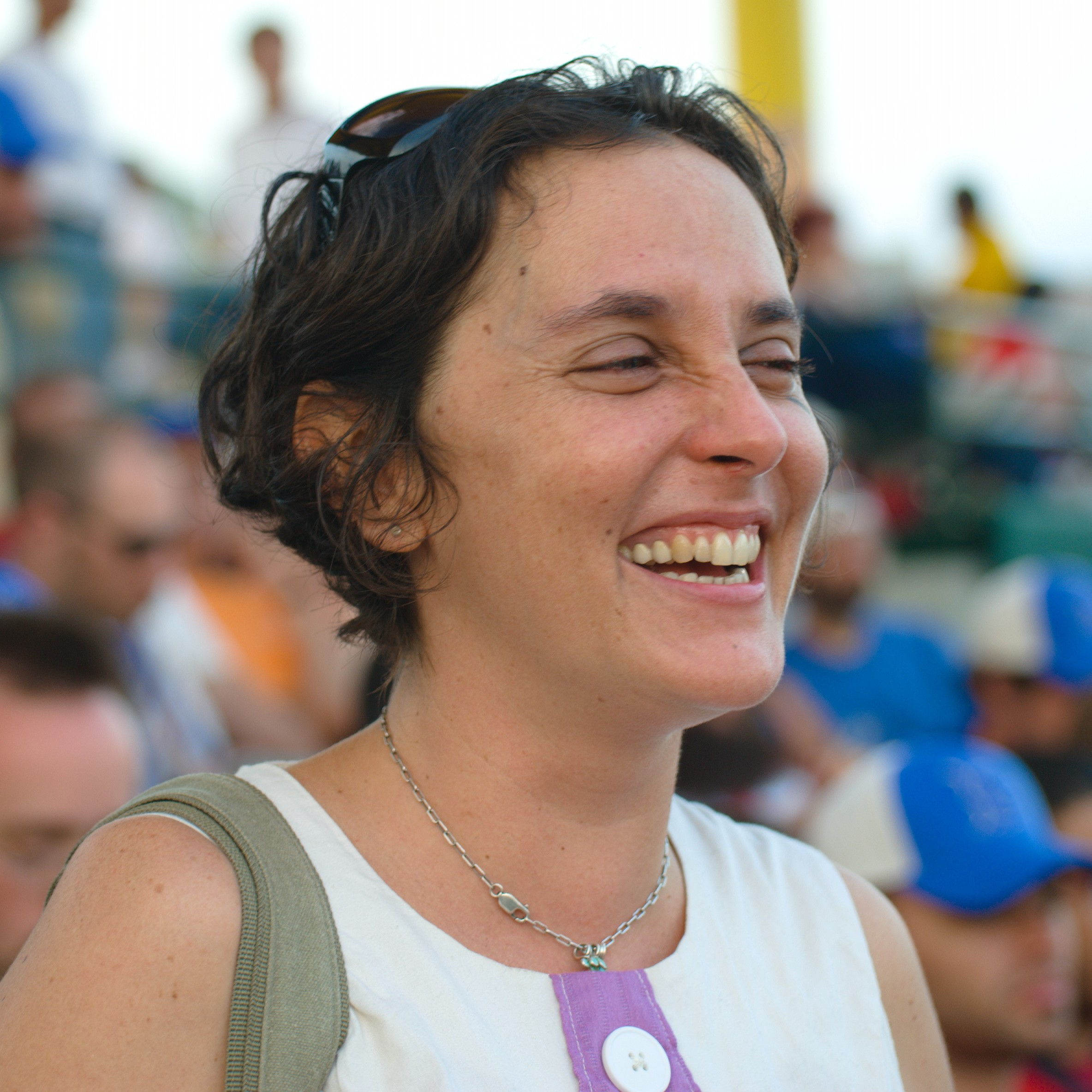
Gabriella Coleman el 2010

Entre el 2010 i el 2011, va treballar a l'Institut d'Estudis Avançats de Princeton, com a destinatària de la «2010-11 membre del Cercle Fundadors Ginny i Robert Loughlin» de l'Escola de Ciència Social.
El gener de 2012 es traslladà a Mont-real, Quebec, per un contracte en la Càtedra Wolfe, en Alfabetització Científica i Tecnològica, a la Universitat McGill. Aquell mateix any, va realitzar una exposició al Webstock 2012 de Wellington, Nova Zelanda.

## Estudi d'Anonymous
L'obra de Coleman sobre Anonymous ha donat lloc al fet que es convertís en una comentarista habitual en els mitjans de comunicació, a més de les seves publicacions acadèmiques. Al juliol de 2010, Coleman va fer referència al Projecte Anonymous o Operació Chanology en contra de l'Església de la Cienciologia, i va utilitzar tècnicament el que es convertiria en un motiu central en les seves descripcions del grup, els «Arquetips trickster», que segons argumenta, «sovint no és un personatge molt net i saborós, però pot ser vital per a la renovació social». Coleman afirma que ja havia estat pensant sobre els vincles entre l'arquetip d'entabanador i el cracker (hacker que ingressa a llocs de seguretat) abans de realitzar una estada en un hospital, on llegiria Trickster Makes This World: Mischief, Myth, and art (El entabanador fa al món: entremaliadura, mite i art), de Lewis Hyde:
| «                                                                 | Des de les primeres pàgines, és innegable: es faran moltes connexions entre el trampós i la pirateria. Moltes d'aquestes figures, empenyen els límits: s'alteren les idees de la decència i de la propietat, utilitzant el seu impecable enginy de vegades per jugar, de vegades amb fins polítics; queden atrapats per la seva astúcia (la qual cosa passa tot el temps amb els engalipadors... així és com aprenen), i refan el món, tècnica, social i legalment, i això inclou programari, llicències i fins i tot formes de literatura | » |
| — L'entabanador fa al món: entremaliadura, mite i art, Lewis Hyde | |   |

La teoria de Coleman sobre Anonymous (i també grups associats com ara 4chan) com els trickster s'ha traslladat des de "l'acadèmia", als mitjans de comunicació. Referències recents inclouen una sèrie de tres parts sobre Anonymous a la revista Wired i al New York Times.
Coleman també ha estat crítica en la cobertura del corrent principal d'Anonymous. En el seu escrit: Is it a Crime? The Transgressive Politics of Hacking in Anonymous (en col·laboració amb Michael Ralph), va respondre a un article sobre el grup, per part de Joseph Menn, al Financial Times en què comentava:
| «                   | És probable un compromís més crític i compromés amb les qüestions que es plantegen pels enfocaments acadèmics i periodístics en els mitjans digitals, la política de protesta i de seguretat cibernètica. En comptes de representar els hackers com panfletistas virtuals per a la llibertat d'expressió o com malfactors digitals, hem de començar a fer preguntes més específiques sobre quan i per què els hackers s'adopten determinades actituds cap a diferents tipus de lleis, explorant amb més detall el que esperen aconseguir, i tenir més cura en l'examen de les conseqüències | » |
| — Gabriella Coleman | |   |

Una de les seves obres més recents és Our Weirdness Is Free: The logic of Anonymous — online army, agent of chaos, and seeker of justice, la primera peça important de Coleman sobre l'extensió del grup es basa en una sèrie d'observacions que ella descriu com «tot i res alhora».

## Algunes publicacions
- Hacker, Hoaxer, Whistleblower, Spy: The Many Faces of Anonymous. London ; New York : Verso, 2014.[17] Premi Diana Forsythe 2015 de l'American Anthropological Association. Editada en castellà amb el títol: Las mil caras de Anonymous : hackers, activistas, espías y bromistas. Barcelona : Arpa y Alfil, 2016.[18]
- Coding Freedom: The Ethics and Aesthetics of Hacking. Princeton University Press, novembre de 2012. 264 pàg. ISBN  1400845297, ISBN  9781400845293
- Hacking In-Person: The Ritual Character of Conferences and the Distillation of a Life-World. Anthropological Quarterly 83 (1): 47–72, hivern de 2010[19]
- Hacker Practice: Moral Genres and the Cultural Articulation of Liberalism. Anthropological Theory 8 (3): 255-277 (2008) (amb Alex Golub)[20]
- The Politics of Rationality: Psychiatric Survivor's Challenge to Psychiatry. En: Tactical Biopolitics. Kavita Phillip i Beatriz de Costa (editors). Edició il·lustrada, reimpresa de MIT Press, 511 pàg. ISBN  0262042495, ISBN  9780262042499 (2008) en línia[21]
- The Social Construction of Freedom in Free and Open Source Programari: Hackers, Ethics, and the Liberal Tradition. Edició reimpresa de UMI Dissertation Services, 494 pàg. (2006)